# Black Torch
Black Torch – manga autorstwa Tsuyoshiego Takakiego, publikowana na łamach magazynu „Jump Square” wydawnictwa Shūeisha od grudnia 2016 do marca 2018. Następnie została przeniesiona do magazynu internetowego „Shōnen Jump+”, gdzie ukazywała się od kwietnia do lipca 2018. W Polsce licencję na wydawanie mangi nabyło wydawnictwo Waneko.
Na jej podstawie 100studio wyprodukuje serial anime.

## Fabuła
Jiro Azuma to zbuntowany nastolatek, wyszkolony w sztuce ninja, który posiada zdolność rozmawiania ze zwierzętami. W dzieciństwie był z tego powodu nieustannie prześladowany, a ukojenie znajdował jedynie w towarzystwie swojego psa Nachi i innych zwierząt. Pewnego dnia Jiro zostaje zwabiony do lasu przez ptaki, gdzie spotyka ciężko rannego kota, którym opiekuje się, aż ten odzyskuje siły. Kot jest zaskoczony, że Jiro potrafi go zrozumieć. Następnie zwierzę ujawnia, że jest Rago z Czarnej Gwiazdy Zagłady – nieśmiertelnym mononoke, czyli złym duchem. Wyjaśnia, że został zaatakowany przez inne mononoke za odmowę udzielenia im pomocy. Tej samej nocy Rago próbuje uciec z domu Jiro, ale zostaje zaatakowany przez jednego z mononoke, których Rago spotkał wcześniej. Potwór ten zabija Jiro, przebijając jego klatkę piersiową potężnymi pazurami. Czując litość i dług wdzięczności wobec Jiro za uratowanie go wcześniej, Rago łączy się z nim, aby dać mu drugą szansę na życie. Dzięki połączonej mocy udaje im się zabić mononoke, jednak zostają zatrzymani przez Biuro Wywiadu. Później dołączają do Biura, by wspólnie powstrzymywać kolejne mononoke.

## Bohaterowie
- Jiro Azuma (jap. 我妻弐郎 Azuma Jirō)

Seiyū: Ryōta Suzuki 
- Rago (jap. 羅睺 Ragō)

Seiyū: Yōji Ueda 
- Ichika Kishimojin (jap. 鬼子母神一華 Kishimojin Ichika)

Seiyū: Sayaka Senbongi 
- Reiji Kirihara (jap. 桐原零司 Kirihara Reiji)

Seiyū: Jun’ya Enoki 

## Manga
Manga była publikowana w magazynie „Jump Square” od 31 grudnia 2016 do 2 marca 2018. Następnie została przeniesiona do magazynu internetowego „Shōnen Jump+”, gdzie ukazywała się od 11 kwietnia do 11 lipca 2018. Wydawnictwo Shūeisha zebrało jej 19 rozdziałów w 5 tankōbonach, wydawanych od 4 kwietnia 2017 do 3 sierpnia 2018.
W Polsce prawa do dystrybucji mangi nabyło wydawnictwo Waneko.
| Nr | Język japoński  | Język japoński         | Język polski      | Język polski |
| Nr | Data wydania    | ISBN                   | Data wydania      | ISBN         |
| -- | --------------- | ---------------------- | ----------------- | ------------ |
| 1  | 4 kwietnia 2017 | ISBN 978-4-08-881097-3 | 22 listopada 2025 |              |
| 2  | 4 sierpnia 2017 | ISBN 978-4-08-881139-0 | —                 |              |
| 3  | 4 grudnia 2017  | ISBN 978-4-08-881291-5 | —                 |              |
| 4  | 4 kwietnia 2018 | ISBN 978-4-08-881391-2 | —                 |              |
| 5  | 3 sierpnia 2018 | ISBN 978-4-08-881541-1 | —                 |              |

## Anime
W marcu 2025, podczas Emerald City Comic Con, ogłoszono, że manga otrzyma adaptację anime. Serial zostanie wyprodukowany przez 100studio i wyreżyserowany przez Keia Umabikiego. Za scenariusz odpowiadać będzie Gigaemon Ichikawa, projekty postaci wykona Gō Suzuki, a muzykę skomponuje Yutaka Yamada.

## Odbiór
W 2019 roku Black Torch znalazło się w gronie dziesięciu najlepszych powieści graficznych dla nastolatków w zestawieniu przygotowanym przez Young Adult Library Services Association (YALSA), będące częścią Stowarzyszenia Bibliotek Amerykańskich.
Rebecca Silverman z Anime News Network przyznała pierwszemu tomowi ocenę B, chwaląc dynamikę postaci i zastosowane środki narracyjne, ale krytykując zbyt pośpieszny początek oraz brak rozbudowanego rozwoju bohaterów. Zauważyła, że styl artystyczny Takakiego przypomina prace Tite Kubo oraz innych autorów publikujących na łamach „Shūkan Shōnen Jump”, choć nie jest bezpośrednią imitacją żadnego z nich. Silverman podsumowała: „Jeśli masz ochotę na nową shounenową serię akcji, warto po nią sięgnąć, bo gdy już upora się ze swoimi problemami, może naprawdę zajść daleko”.